# 澤西海岸
《澤西海岸》（英語：Jersey Shore，又译：泽西海滩），是一個在美國MTV頻道播放的真人實境秀。內容為8位男女於一個夏天到紐澤西海岸打工、跑趴、玩樂的故事。其中由於多位成員為義大利裔，而他們玩樂的行徑太過放浪形骸，已經引發義大利移民的反彈，認為該節目有污名化義大利移民的現象。該節目字2009年第一季上檔時，即造成全美熱烈討論，並引發許多現象，許多英文單字如"Guido"（意為某一類型的美籍義大利裔青年，通常身材健壯、短髮且抹滿髮油、喜歡到處喝酒與結交朋友）等等也隨之流行起來，卡通《南方四賤客》也特地做了一集專門嘲笑諷刺該節目。目前節目進行到第六季。